# Leibniz-Gemeinschaft
Die Leibniz-Gemeinschaft (vollständig Wissenschaftsgemeinschaft Gottfried Wilhelm Leibniz e. V.) ist ein Zusammenschluss deutscher außeruniversitärer Forschungsinstitute unterschiedlicher Fachrichtungen. Sitz ist seit 2011 Berlin, davor war es Bonn.
Die Leibniz-Gemeinschaft ist nach dem deutschen Philosophen und Mathematiker Gottfried Wilhelm Leibniz (1646–1716) benannt.

## Geschichte

### Ursprung als Blaue Liste
Die Ursprünge der Leibniz-Gemeinschaft reichen in die Gründungszeit der Bundesrepublik zurück. Im März 1949 schlossen die Länder der drei westlichen Besatzungszonen in Deutschland das Königsteiner Staatsabkommen über die Finanzierung wissenschaftlicher Forschungseinrichtungen. Darin verpflichteten sich die Länder, für größere Forschungseinrichtungen überregionaler Bedeutung die erforderlichen Mittel gemeinsam bereitzustellen.
1969 erhielt dieses Abkommen Verfassungsrang, als Art. 91b das Grundgesetz erweiterte, und Bund und Ländern die verfassungsrechtliche Möglichkeit bot, bei Forschungsvorhaben überregionaler Bedeutung und gesamtstaatlichem wissenschaftspolitischem Interesse zusammenzuarbeiten. 1977 schließlich veröffentlichten Bund und Länder eine Liste von 46 Einrichtungen, die unter den Bedingungen des Art. 91b GG gemeinsam gefördert wurden. Das blaue Papier, auf dem die Liste veröffentlicht wurde, gab ihr den Namen Blaue Liste.
Seit 1979 wurden die Einrichtungen der Blauen Liste regelmäßig vom Wissenschaftsrat evaluiert, um ein hohes Leistungsniveau der wissenschaftlichen Arbeit zu garantieren und eine zielgerichtete Weiterentwicklung frühzeitig einleiten zu können. Die meisten Institute überzeugten die Bewertungskommissionen mit ihrer wissenschaftlichen Qualität, einige richteten ihre Forschungsarbeit neu aus und wenige verließen die gemeinsame Forschungsförderung.
Die Wiedervereinigung 1990 brachte auch für die gemeinsame Förderung von Bund und Ländern nachhaltige Veränderungen mit sich, da Artikel 38 des Einigungsvertrages die Eingliederung der Forschungslandschaft der ehemaligen DDR in das bundesrepublikanische System vorschrieb.
Nachdem der Wissenschaftsrat positiv evaluierte ehemalige Institute der Akademie der Wissenschaften der DDR in die gemeinsame Forschungsförderung aufgenommen hatte, verdoppelte sich beinahe die Zahl der Blaue-Liste-Institute von 47 im Jahre 1989 auf 81 im Jahr 1992. Die Neuaufnahmen veränderten das Gesicht der Blauen Liste und verschoben den Schwerpunkt in die natur-, technik-, agrar-, lebens- und raumwissenschaftliche Forschung.

### Gründung und Namensgebung
Am 24. Januar 1991 gründeten Vertreter von zunächst 32 Einrichtungen in Dortmund die „Arbeitsgemeinschaft Blaue Liste“ (AG-BL), die besonders in administrativen Fragen institutsübergreifend tätig war. 1995 benannte man sich in „Wissenschaftsgemeinschaft Blaue Liste“ (WBL) um, 1997 in „Wissenschaftsgemeinschaft Gottfried Wilhelm Leibniz“ (WGL). Dieser Name wurde 2000 schließlich durch die in der Außendarstellung verwendete Bezeichnung „Leibniz-Gemeinschaft“ ergänzt. Im Vereinsregister des Amtsgerichts Charlottenburg ist als Name des Vereins „Wissenschaftsgemeinschaft Gottfried Wilhelm Leibniz e. V. kurz: Leibniz-Gemeinschaft“ eingetragen.

### Evaluation
Seit 2003 evaluiert der extern besetzte Senat der Leibniz-Gemeinschaft die Einrichtungen der Leibniz-Gemeinschaft. Der Wissenschaftsrat hat in seiner Stellungnahme zur Systemevaluation der „Blauen Liste“ vom November 2000 einen entsprechenden Vorschlag entwickelt. Die Entscheidungen der Gemeinsamen Wissenschaftskonferenz (GWK) zur Förderungswürdigkeit der Einrichtungen der Leibniz-Gemeinschaft stützen sich nun in der Regel auf die Stellungnahmen des Senats. Mindestens alle sieben Jahre leitet der Ausschuss Forschungsförderung der GWK eine entsprechende Überprüfung ein.

## Organisation

### Leibniz-Gemeinschaft

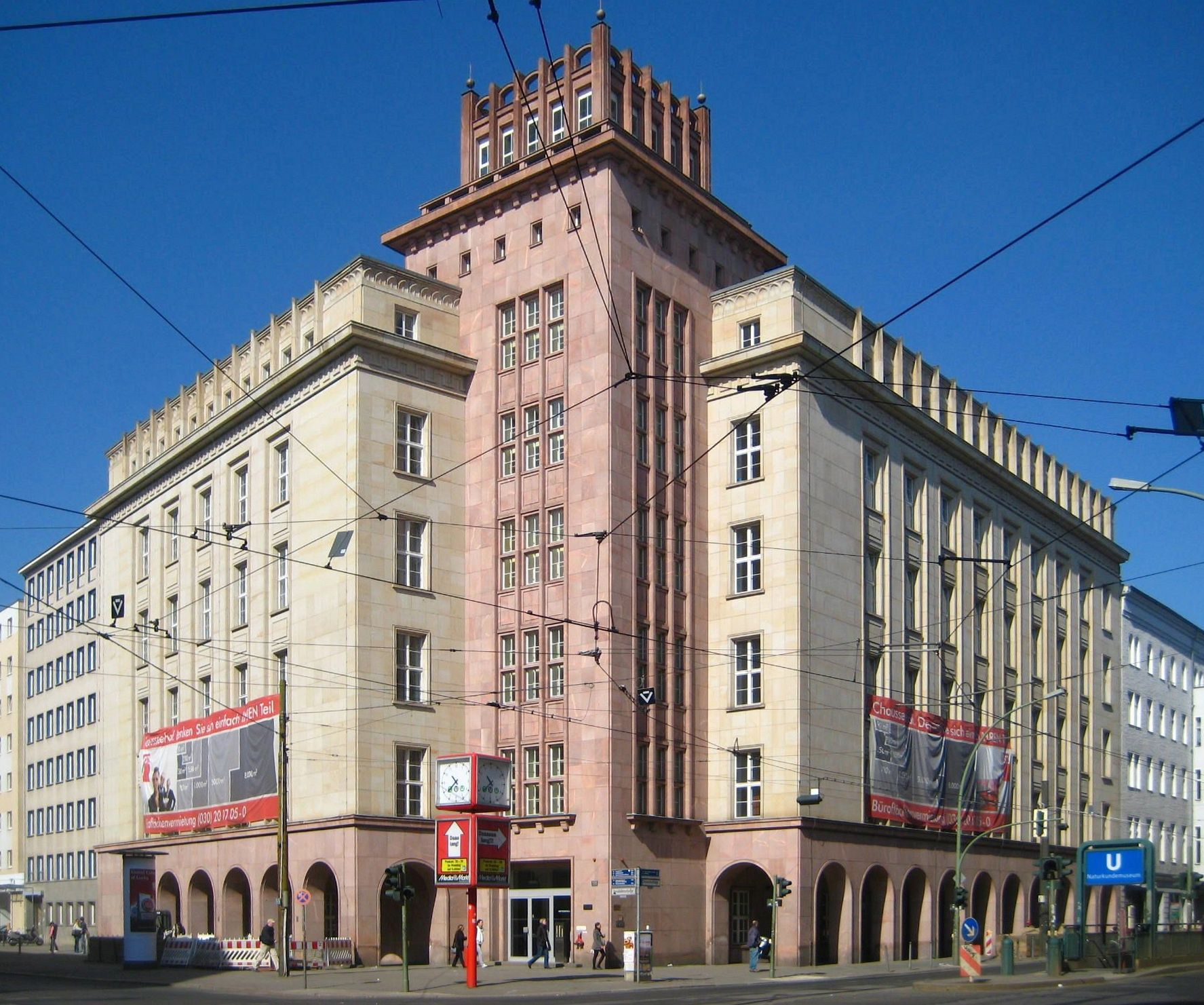
Sitz der Leibniz-Gemeinschaft in Berlin

Zur Leibniz-Gemeinschaft gehören 96 (Stand 2024) außeruniversitäre Forschungsinstitute und Serviceeinrichtungen für die Forschung. Die Ausrichtung der Leibniz-Institute reicht von den Natur-, Ingenieur- und Umweltwissenschaften über die Wirtschafts-, Sozial- und Raumwissenschaften bis hin zu den Geisteswissenschaften. Darunter befinden sich auch insgesamt acht Forschungsmuseen. Die Leibniz-Institute beschäftigen rund 21.000 Mitarbeiter und haben einen Gesamtetat von 2,1 Milliarden Euro (2021).
Die Einrichtungen haben sich zur Leibniz-Gemeinschaft zusammengeschlossen, um institutsübergreifende Aufgaben wahrzunehmen. Dazu gehört z. B. in Zeiten der Verknappung der Forschungsmittel aus öffentlichen Händen gemeinsam für die Stärkung der Einrichtungen zu arbeiten oder auch Kooperationen mit Hochschulen und Industrie zu fördern.
Die Leibniz-Gemeinschaft hat sich selbst mit neun der bedeutendsten Wissenschaftsorganisationen in Deutschland zur Allianz der Wissenschaftsorganisationen zusammengeschlossen, welche regelmäßig Stellung zu wichtigen Fragen der Forschungs- und Wissenschaftspolitik bezieht. 2019 hat die Leibniz-Gemeinschaft wie bereits 2011 die jährlich wechselnde organisatorische Federführung der Allianz übernommen.

### Präsidium
Seit dem 1. Juli 2022 ist Martina Brockmeier Präsidentin der Leibniz-Gemeinschaft.
Vizepräsidenten sind
- Matthias Beller (Leibniz-Institut für Katalyse, Rostock)
- Sebastian Lentz ( Leibniz-Institut für Länderkunde, Leipzig)
- Barbara Sturm (Leibniz-Institut für Agrartechnik und Bioökonomie, Potsdam)
- Stephan Junker (Museum für Naturkunde Berlin - Leibniz-Institut für Evolutions- und Biodiversitätsforschung).

Ehemalige Präsidenten
- 1995–1998 Ingolf Volker Hertel
- 1998–2001 Frank Pobell
- 2001–2005 Hans-Olaf Henkel
- 2005–2010 Ernst Theodor Rietschel
- 2010–2014 Karl Ulrich Mayer
- 2014–2022 Matthias Kleiner

### Finanzierung
Leibniz-Institute sind Institute und Forschungseinrichtungen, die gemeinsam vom Bund und den Ländern grundfinanziert werden. In der Regel ist der Finanzierungsschlüssel: 50 % Bundesmittel, 50 % Landesmittel. Die Bundesmittel kommen zu einem großen Teil aus dem Haushalt des Bundesministeriums für Bildung und Forschung (281 Millionen Euro für 49 Institute im Jahr 2007). Die Landesmittel setzen sich zusammen aus den Mitteln des Sitzlandes des jeweiligen Leibniz-Instituts und einem Zuschuss durch die übrigen Länder. Die Aufteilung dieses Zuschusses auf die übrigen Bundesländer wird von der Bund-Länder-Kommission auf Grund der Bevölkerungszahlen und des Steueraufkommens im Königsteiner Schlüssel festgelegt. Neben dieser Grundfinanzierung werden Drittmittel eingesetzt. Im Jahr 2011 betrug der Gesamtetat aller Einrichtungen rund 1,4 Milliarden Euro. Der Anteil der Drittmittel beträgt ca. 21 %.
Planungssicherheit durch kontinuierliche Etatsteigerungen ist mit dem Pakt für Forschung und Innovation gegeben.

## Institute der Leibniz-Gemeinschaft
Die Institute der Leibniz-Gemeinschaft sind in fünf Sektionen zusammengefasst.

### Sektion A – Geisteswissenschaften und Bildungsforschung
Die Sortierung erfolgt nach den Abkürzungen.
| Name der Einrichtung | Ort                        | Abkürzung |
| --- | -------------------------- | --------- |
| Deutsches Bergbau-Museum Bochum – Leibniz-Forschungsmuseum für Georessourcen                                                            | Bochum                     | DBM       |
| Leibniz-Institut für jüdische Geschichte und Kultur – Simon Dubnow                                                                      | Leipzig                    | DI        |
| Deutsches Institut für Erwachsenenbildung – Leibniz-Zentrum für Lebenslanges Lernen                                                     | Bonn                       | DIE       |
| Leibniz-Institut für Bildungsforschung und Bildungsinformation (ehem. Deutsches Institut für Internationale Pädagogische Forschung)     | Frankfurt am Main - Berlin | DIPF      |
| Deutsches Museum | München                    | DM        |
| Deutsches Schifffahrtsmuseum – Leibniz-Institut für Maritime Geschichte                                                                 | Bremerhaven                | DSM       |
| Leibniz-Institut für Bildungsmedien - Georg-Eckert-Institut                                                                             | Braunschweig               | GEI       |
| Germanisches Nationalmuseum – Leibniz-Forschungsmuseum für Kulturgeschichte                                                             | Nürnberg                   | GNM       |
| Leibniz-Institut für Geschichte und Kultur des östlichen Europa                                                                         | Leipzig                    | GWZO      |
| Herder-Institut für historische Ostmitteleuropaforschung                                                                                | Marburg                    | HI        |
| Leibniz-Institut für Deutsche Sprache                                                                                                   | Mannheim                   | IDS       |
| Leibniz-Institut für Europäische Geschichte                                                                                             | Mainz                      | IEG       |
| Institut für Zeitgeschichte | München – Berlin           | IfZ       |
| Leibniz-Institut für Ost- und Südosteuropaforschung                                                                                     | Regensburg                 | IOS       |
| Leibniz-Institut für die Pädagogik der Naturwissenschaften und Mathematik an der Universität Kiel                                       | Kiel                       | IPN       |
| Leibniz-Institut für Wissensmedien | Tübingen                   | IWM       |
| Leibniz-Zentrum für Archäologie (vormals bis Ende 2022 Römisch-Germanisches Zentralmuseum – Leibniz-Forschungsinstitut für Archäologie) | Mainz                      | LEIZA     |
| Leibniz-Institut für Bildungsverläufe                                                                                                   | Bamberg                    | LIfBi     |
| Leibniz-Zentrum Allgemeine Sprachwissenschaft                                                                                           | Berlin                     | ZAS       |
| Leibniz-Zentrum für Literatur- und Kulturforschung                                                                                      | Berlin                     | ZfL       |
| Leibniz-Zentrum Moderner Orient | Berlin                     | ZMO       |
| Leibniz-Institut für Psychologie | Trier                      | ZPID      |
| Leibniz-Zentrum für Zeithistorische Forschung Potsdam e. V.                                                                             | Potsdam                    | ZZF       |

### Sektion B – Wirtschafts- und Sozialwissenschaften, Raumwissenschaften
Die Sortierung erfolgt nach den Abkürzungen.
| Name der Einrichtung | Ort               | Abkürzung |
| --- | ----------------- | --------- |
| ARL – Akademie für Raumentwicklung in der Leibniz-Gemeinschaft                                                                                    | Hannover          | ARL       |
| Deutsches Institut für Wirtschaftsforschung mit Sozio-oekonomisches Panel (SOEP)                                                                  | Berlin            | DIW       |
| GESIS – Leibniz-Institut für Sozialwissenschaften                                                                                                 | Mannheim, Köln    | GESIS     |
| German Institute for Global and Area Studies (GIGA), Leibniz-Institut für Globale und Regional Studien (bis 2005 Deutsches Übersee-Institut, DÜI) | Hamburg           | GIGA      |
| Leibniz-Institut für Medienforschung - Hans-Bredow-Institut                                                                                       | Hamburg           | HBI       |
| Leibniz-Institut für Agrarentwicklung in Transformationsökonomien                                                                                 | Halle             | IAMO      |
| Leibniz-Institut für Länderkunde | Leipzig           | IfL       |
| ifo Institut – Leibniz-Institut für Wirtschaftsforschung an der Universität München e. V.                                                         | München           | ifo       |
| Kiel Institut für Weltwirtschaft | Kiel              | IfW       |
| Leibniz-Institut für ökologische Raumentwicklung                                                                                                  | Dresden           | IÖR       |
| Leibniz-Institut für Raumbezogene Sozialforschung                                                                                                 | Erkner            | IRS       |
| Leibniz-Institut für Wirtschaftsforschung Halle                                                                                                   | Halle             | IWH       |
| Peace Research Institute Frankfurt – Leibniz-Institut für Friedens- und Konfliktforschung                                                         | Frankfurt am Main | PRIF      |
| RWI – Leibniz-Institut für Wirtschaftsforschung                                                                                                   | Essen             | RWI       |
| Leibniz-Institut für Finanzmarktforschung SAFE | Frankfurt am Main | SAFE      |
| Wissenschaftszentrum Berlin für Sozialforschung                                                                                                   | Berlin            | WZB       |
| Leibniz-Zentrum für Europäische Wirtschaftsforschung                                                                                              | Mannheim          | ZEW       |
| ZBW – Leibniz-Informationszentrum Wirtschaft | Hamburg-Kiel      | ZBW       |

### Sektion C – Lebenswissenschaften
Die Sortierung erfolgt nach den Abkürzungen.
| Name der Einrichtung | Ort               | Abkürzung |
| --- | ----------------- | --------- |
| Leibniz-Institut für Präventionsforschung und Epidemiologie | Bremen            | BIPS      |
| Bernhard-Nocht-Institut für Tropenmedizin | Hamburg           | BNITM     |
| Deutsches Diabetes-Zentrum Leibniz-Zentrum für Diabetes-Forschung | Düsseldorf        | DDZ       |
| Deutsches Institut für Ernährungsforschung | Nuthetal          | DIfE      |
| Deutsches Primatenzentrum Leibniz-Institut für Primatenforschung | Göttingen         | DPZ       |
| Deutsches Rheuma-Forschungszentrum Berlin | Berlin            | DRFZ      |
| Leibniz-Institut DSMZ – Deutsche Sammlung von Mikroorganismen und Zellkulturen | Braunschweig      | DSMZ      |
| Leibniz-Institut für Alternsforschung Fritz-Lipmann-Institut | Jena              | FLI       |
| Leibniz-Forschungsinstitut für Molekulare Pharmakologie | Berlin            | FMP       |
| Forschungszentrum Borstel - Leibniz Lungenzentrum | Borstel           | FZB       |
| Leibniz-Institut für Naturstoff-Forschung und Infektionsbiologie Hans-Knöll-Institut | Jena              | HKI       |
| Leibniz-Institut für Arbeitsforschung an der TU Dortmund | Dortmund          | IfADo     |
| Leibniz-Institut für Pflanzenbiochemie | Halle             | IPB       |
| Leibniz-Institut für Pflanzengenetik und Kulturpflanzenforschung | Gatersleben       | IPK       |
| Leibniz-Institut für umweltmedizinische Forschung | Düsseldorf        | IUF       |
| Leibniz-Institut für Zoo- und Wildtierforschung | Berlin            | IZW       |
| Leibniz-Institut zur Analyse des Biodiversitätswandels (entstanden aus dem Zusammenschluss des Zoologischen Forschungsmuseums Alexander Koenig - Leibniz-Institut für terrestrische Biodiversitätsforschung in Bonn und des Centrums für Naturkunde (CeNak) in Hamburg) | Bonn & Hamburg    | LIB       |
| Leibniz-Institut für Neurobiologie Zentrum für Lern- und Gedächtnisforschung | Magdeburg         | LIN       |
| Leibniz-Institut für Resilienzforschung | Mainz             | LIR       |
| Leibniz-Institut für Immuntherapie | Regensburg        | LIT       |
| Leibniz-Institut für Virologie | Hamburg           | LIV       |
| Leibniz-Institut für Lebensmittel-Systembiologie an der Technischen Universität München | Freising          | LSB       |
| Museum für Naturkunde Berlin Leibniz-Institut für Evolutions- und Biodiversitätsforschung | Berlin            | MfN       |
| Senckenberg Gesellschaft für Naturforschung | Frankfurt am Main | SGN       |

### Sektion D – Mathematik, Natur- und Ingenieurwissenschaften
Die Sortierung erfolgt nach den Abkürzungen.
| Name der Einrichtung                                                                                | Ort              | Abkürzung |
| --------------------------------------------------------------------------------------------------- | ---------------- | --------- |
| Leibniz-Institut für Astrophysik Potsdam                                                            | Potsdam          | AIP       |
| DWI – Leibniz-Institut für Interaktive Materialien                                                  | Aachen           | DWI       |
| Ferdinand-Braun-Institut, Leibniz-Institut für Höchstfrequenztechnik                                | Berlin           | FBH       |
| FIZ Karlsruhe – Leibniz-Institut für Informationsinfrastruktur                                      | Karlsruhe        | FIZ KA    |
| Leibniz-Institut für Atmosphärenphysik an der Universität Rostock                                   | Kühlungsborn     | IAP       |
| Leibniz-Institut für Festkörper- und Werkstoffforschung                                             | Dresden          | IFW       |
| Innovations for High Performance Microelectronics / Leibniz-Institut für innovative Mikroelektronik | Frankfurt (Oder) | IHP       |
| Leibniz-Institut für Kristallzüchtung                                                               | Berlin           | IKZ       |
| Leibniz-Institut für Neue Materialien                                                               | Saarbrücken      | INM       |
| Leibniz-Institut für Plasmaforschung und Technologie                                                | Greifswald       | INP       |
| Leibniz-Institut für Oberflächenmodifizierung                                                       | Leipzig          | IOM       |
| Leibniz-Institut für Polymerforschung                                                               | Dresden          | IPF       |
| Leibniz-Institut für Photonische Technologien                                                       | Jena             | IPHT      |
| Leibniz-Institut für Analytische Wissenschaften                                                     | Dortmund         | ISAS      |
| Leibniz-Institut für Verbundwerkstoffe                                                              | Kaiserslautern   | IVW       |
| Leibniz-Institut für Werkstofforientierte Technologien                                              | Bremen           | IWT       |
| Leibniz-Institut für Katalyse                                                                       | Rostock          | LIKAT     |
| Schloss Dagstuhl – Leibniz-Zentrum für Informatik                                                   | Wadern           | LZI       |
| Max-Born-Institut für Nichtlineare Optik und Kurzzeitspektroskopie                                  | Berlin           | MBI       |
| Mathematisches Forschungsinstitut Oberwolfach                                                       | Oberwolfach      | MFO       |
| Paul-Drude-Institut für Festkörperelektronik                                                        | Berlin           | PDI       |
| TIB – Leibniz-Informationszentrum Technik und Naturwissenschaften und Universitätsbibliothek        | Hannover         | TIB       |
| Weierstraß-Institut für Angewandte Analysis und Stochastik                                          | Berlin           | WIAS      |

### Sektion E – Umweltwissenschaften
Die Sortierung erfolgt nach den Abkürzungen.
| Name der Einrichtung                                      | Ort                | Abkürzung |
| --------------------------------------------------------- | ------------------ | --------- |
| Leibniz-Institut für Agrartechnik und Bioökonomie         | Potsdam            | ATB       |
| Leibniz-Institut für Gewässerökologie und Binnenfischerei | Berlin             | IGB       |
| Leibniz-Institut für Gemüse- und Zierpflanzenbau          | Großbeeren         | IGZ       |
| Leibniz-Institut für Ostseeforschung                      | Rostock-Warnemünde | IOW       |
| Potsdam-Institut für Klimafolgenforschung                 | Potsdam            | PIK       |
| Leibniz-Institut für Troposphärenforschung                | Leipzig            | TROPOS    |
| Leibniz-Zentrum für Agrarlandschaftsforschung             | Müncheberg         | ZALF      |
| Leibniz-Zentrum für Marine Tropenforschung                | Bremen             | ZMT       |

### Ausgeschiedene Institute
| Name der Einrichtung | ausgesch. seit | Ort               | Abkürzung  |
| --- | -------------- | ----------------- | ---------- |
| Zentralarchiv für Hochschulbau | 1980           | Stuttgart         | ZA         |
| Deutsche Gesellschaft für Friedens- und Konfliktforschung | 1983           | Bonn              | DGFK       |
| Forschungsinstitut für Rationalisierung | 1984           | Aachen            | FIR        |
| Institut für Meeresforschung | 1985           | Bremerhaven       | IfM        |
| Gesellschaft für Information und Dokumentation | 1987           | Frankfurt am Main | GID        |
| Forschungsinstitut für Kinderernährung | 1998           | Dortmund          | FKE        |
| Institut für Erdölforschung | 1998           | Clausthal         | IfE        |
| Deutsches Bibliotheksinstitut | 1999           | Berlin            | DBI        |
| Medizinisches Institut für Umwelthygiene | 2000           | Düsseldorf        | MIU        |
| Deutsche Zentralbibliothek der Landbauwissenschaften | 2000           | Bonn              | ZBL        |
| Deutsches Institut für Fernstudienforschung | 2000           | Tübingen          | DIFF       |
| Heinrich-Hertz-Institut für Nachrichtentechnik (jetzt Fraunhofer-Institut für Nachrichtentechnik) | 2002           | Berlin            | HHI        |
| Hamburgisches Welt-Wirtschafts-Archiv (neu gegründet als Hamburgisches Weltwirtschafts-Institut, HWWI)                                                                                                | 2006           | Hamburg           | HWWA       |
| IWF – Wissen und Medien gGmbH | 2007           | Göttingen         | IWF        |
| Berliner Elektronenspeicherring-Gesellschaft für Synchrotronstrahlung (Fusion mit dem Hahn-Meitner-Institut der Helmholtz-Gemeinschaft zum Helmholtz-Zentrum Berlin für Materialien und Energie GmbH) | 2008           | Berlin            | BESSY      |
| Forschungszentrum Dresden-Rossendorf (Wechsel in die Helmholtz-Gemeinschaft als Helmholtz-Zentrum Dresden-Rossendorf (HZDR))                                                                          | 2011           | Dresden           | FZD        |
| Leibniz-Institut für Arterioskleroseforschung | 2012           | Münster           | LIFA       |
| Leibniz-Institut für Meereswissenschaften an der Universität Kiel (Wechsel in die Helmholtz-Gemeinschaft als Helmholtz-Zentrum für Ozeanforschung Kiel (GEOMAR))                                      | 2012           | Kiel              | IFM-GEOMAR |
| Fachinformationszentrum Chemie (1981–2013) | 2013           | Berlin            | FCH        |
| Deutsches Forschungsinstitut für öffentliche Verwaltung Speyer | 2015           | Speyer            | FÖV        |
| ZB MED – Leibniz-Informationszentrum Lebenswissenschaften | 2016           | Köln              | ZB MED     |
| Leibniz-Institut für Angewandte Geophysik | 2019           | Hannover          | LIAG       |
| Leibniz-Institut für Nutztierbiologie | 2020           | Dummerstorf       | FBN        |
| Leibniz-Institut für Sonnenphysik | 2023           | Freiburg          | KIS        |

## Leibniz-Gründerpreis
Die Leibniz-Gemeinschaft fördert Ausgründungen aus ihren Instituten. Seit 2015 hat sie dafür einen Gründerpreis in Höhe von 50.000 Euro ausgelobt. Die gesellschaftliche und wirtschaftliche Nutzung von Forschungsergebnissen soll damit gefördert werden.
Mit dem Gründerpreis wird ein Ausgründungsvorhaben in der Vorbereitungs-Phase unterstützt.